# Max Lugthart
Maarten (Max) Henricus Lugthart (Katwijk, 7 oktober 1919 - Amersfoort, 20 maart 1945) was een Nederlandse verzetsstrijder tijdens de Tweede Wereldoorlog. Hij werd in maart 1945 gepakt na afloop van een wapendropping en een aantal dagen later geëxecuteerd

## Levensloop

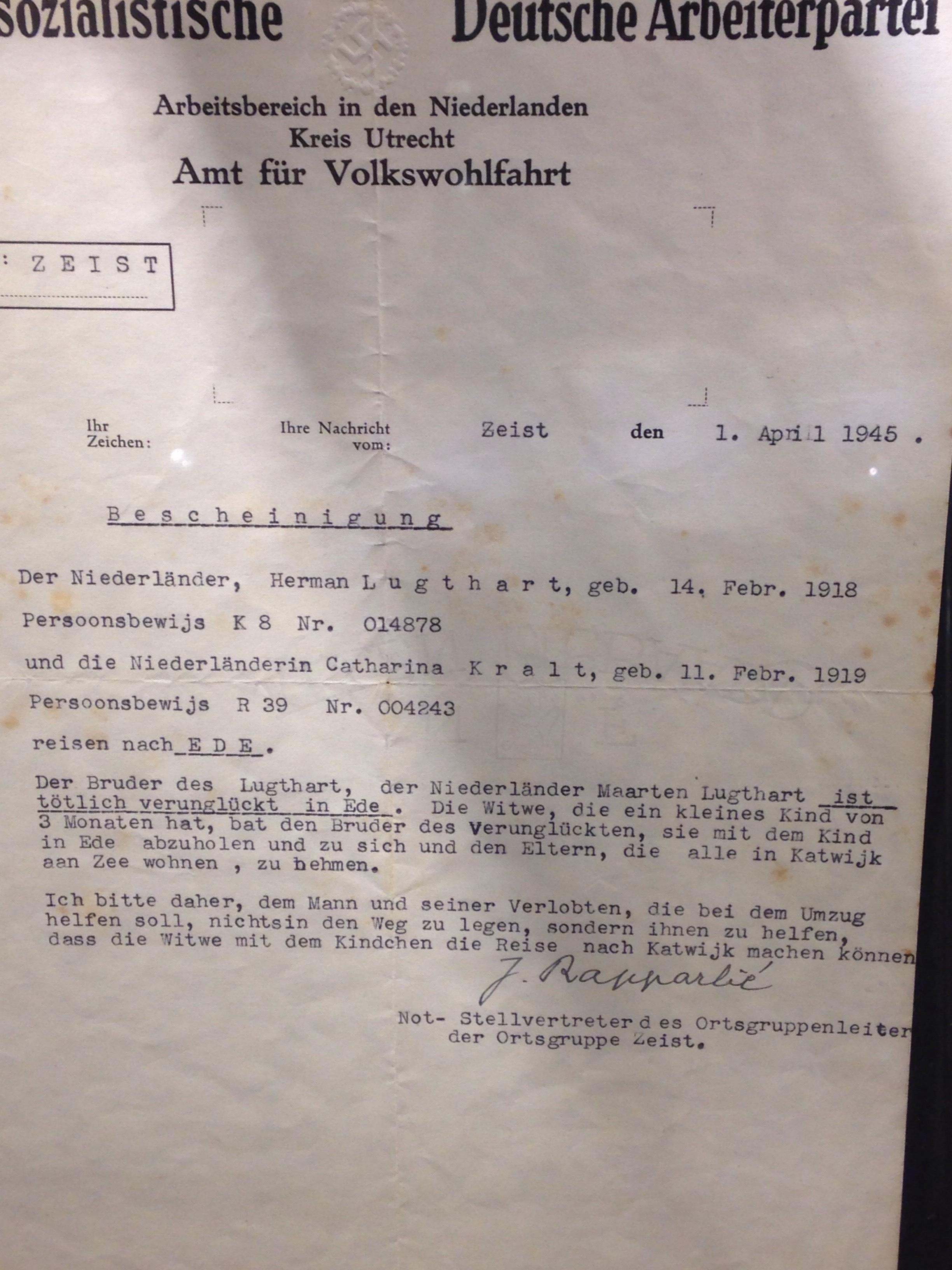
Document waarmee Herman Lugthart van de Duitsers toestemming kreeg om na de executie van zijn broer Max naar Ede te reizen om diens vrouw Didi en zoon Kees op te halen

Lugthart werd geboren als de vierde kind in een gezin van zes. Zijn ouders runden een winkel en verkochten meubels en babyartikelen. Lugthart volgde de Mulo, maar maakte deze niet af. Hij vond een baan als vertegenwoordiger voor het bedrijf Chemische Industrie Katwijk. In juni 1939 werd Lugthart onder de wapenen geroepen. Hij werd gestationeerd bij een luchtvaartregiment. Na de Duitse inval in mei 1940 vocht Lugthart mee bij de verdediging van de Waalhaven in Rotterdam en Vliegveld Ypenburg, waar Duitse parachutisten waren geland. Na de capitulatie verbleef hij een aantal weken in krijgsgevangenschap, maar werd net als de andere Nederlandse militairen al snel vrijgelaten.
In april 1942 bracht Lugthart nietsvermoedend een bezoek aan een vriend genaamd Wim Taat in Katwijk. Taat was onderdeel van een groep jongeren die in duinen gevonden wapens verzamelde en verborg. De Sicherheitsdienst was hem op het spoor gekomen. Zij verdachten Lugthart ervan met Taat samen te werken en hij werd een week lang ondervraagd in het Oranjehotel in Scheveningen. Lughthart wist echter nergens van. Na een week waren zijn ondervragers daar ook van overtuigd en werd hij vrijgelaten. Taat kreeg aanvankelijk de doodstraf opgelegd, maar deze straf werd uiteindelijk omgezet tot een lange tuchthuisstraf.
Lugthart vond in 1943 een baan bij beddenfabriek Apping in Deventer. Daarmee voorkwam hij dat hij dat hij weer in krijgsgevangenschap moest. Op 20 januari 1944 trouwde hij met Didi van der Steeg en verhuisde naar Bennekom. Zijn broer Herman was in zijn woonplaats Katwijk intussen betrokken geraakt bij het verzet. Zo vervalste hij documenten voor onderduikers. Later raakte hij betrokken bij de knokploeg van Marinus Post. Herman drong er bij zijn broer op aan om niet aan de kant te blijven staan en actief te worden bij het verzet. Ook viel hij Max er op aan dat deze zich – zij het op kleine schaal – inliet met zwarte handel. De woorden van zijn broer kwamen aan en Max meldde zich aan bij het verzet via een contactpersoon, wiens naam hij van Herman ontving. Lugthart raakte betrokken bij het verzet in Bennekom, dat later samengevoegd werd met de afdeling Ede.
Kort nadat Lugthart actief werd binnen het verzet vond Operatie Market Garden plaats. In aanloop daarna had Lugthart informatie verzameld over Duitse troepenbewegingen in de regio. Na de mislukte Slag om Arnhem werd de gemeente Ede overspoeld met evacués. Op 20 oktober 1944 werd ook Bennekom gedwongen geëvacueerd door de Duitsers. Voor zijn schoonfamilie en zijn vrouw, die intussen 7 maanden zwanger was, vond Lugthart een onderkomen aan de Grotestraat 50 in Ede. Na de evacuatie kostte het enige tijd voordat de verzetsgroep uit Bennekom weer georganiseerd was. Na de reorganisatie werd Lugthart benoemd tot een van de drie groepshoofden.
Er vond in de nacht van 2 maart 1945 een wapendropping plaats in de velden tussen Ede en Lunteren. Een paar dagen later werd er vanuit Engeland de vraag gesteld of het veilig was op dezelfde plek opnieuw een dropping te houden. Dat was niet het geval, want na de dropping werden Lughthart en zeventien anderen aangehouden in de buurt van de kruising van de Goorsteeg en Hessenweg nabij Lunteren.
Lugthart en de anderen werden de eerste dagen vastgehouden op De Wormshoef in Lunteren, voordat ze op transport naar Kamp Amersfoort werden gezet. Op 14 maart was in Amersfoort  de "foute" politieman Diederik Lutke Schipholt door het verzet doodgeschoten. Als vergeldingsmaatregel werd Lughart zes dagen later samen met negen anderen gefusilleerd.